# Tour des Émirats arabes unis féminin
Le Tour des Émirats arabes unis féminin ou UAE Tour Women est une course cycliste par étapes féminines organisée aux Émirats arabes unis depuis 2023. Elle fait partie de l'UCI World Tour féminin depuis sa création.

## Historique

### 2023: victoire finale de Longo Borgini, duel Kool-Wiebes sur les sprints
L’Italienne Elisa Longo Borghini remporte le classement général de cette première édition de l’UAE Tour grâce à une victoire au sommet du Jamel Hafeet. Si les première et dernière étapes sont revenus à Charlotte Kool, Lorena Wiebes s’est imposé sur la deuxième étape. 

### 2024: victoire de Kopecky de peu, Wiebes impose son emprise sur les arrivées groupées
Les deux premières étapes de la course sont remportées par Lorena Wiebes qui domine les sprints sans partage et remporte le classement par points,. L’étape reine voit la victoire de Lotte Kopecky de peu devant Neve Bradbury, la Belge gagne le classement général. Lors de la dernière étape, Amber Kraak parvient à tromper le peloton et s’imposer, en partant en solitaire dans les derniers kilomètres.

### 2025: victoire finale de Longo Borghini, domination de Wiebes sur les sprints
Lorena Wiebes remporte les trois étapes promises aux sprinteuses,,, sécurisant un deuxième classement par points. Elisa Longo Borghini s’impose quant à elle lors de l’étape reine et remporte une deuxième fois le classement général. 

## Palmarès

### Classement général
| Année | Vainqueur            | Deuxième       | Troisième                    |
| ----- | -------------------- | -------------- | ---------------------------- |
| 2023  | Elisa Longo Borghini | Gaia Realini   | Silvia Persico               |
| 2024  | Lotte Kopecky        | Neve Bradbury  | Mavi García                  |
| 2025  | Elisa Longo Borghini | Silvia Persico | Kimberley Le Court de Billot |

### Classements annexes
| Année | Classement par points | Classement de la meilleure jeune | Classement par équipes |
| ----- | --------------------- | -------------------------------- | ---------------------- |
| 2023  | Charlotte Kool        | Gaia Realini                     | UAE Team ADQ           |
| 2024  | Lorena Wiebes         | Neve Bradbury                    | Canyon-SRAM            |
| 2025  | Lorena Wiebes (2)     | Antonia Niedermaier              | UAE Team ADQ (2)       |

### Victoires d’étapes
| Rang | Nom                  | Victoires            |
| ---- | -------------------- | -------------------- |
| 1    | Lorena Wiebes        | 6 (2023, 2024, 2025) |
| =2   | Charlotte Kool       | 2 (2023)             |
| =2   | Elisa Longo Borghini | 2 (2023, 2025)       |